# リン酸二水素カリウム

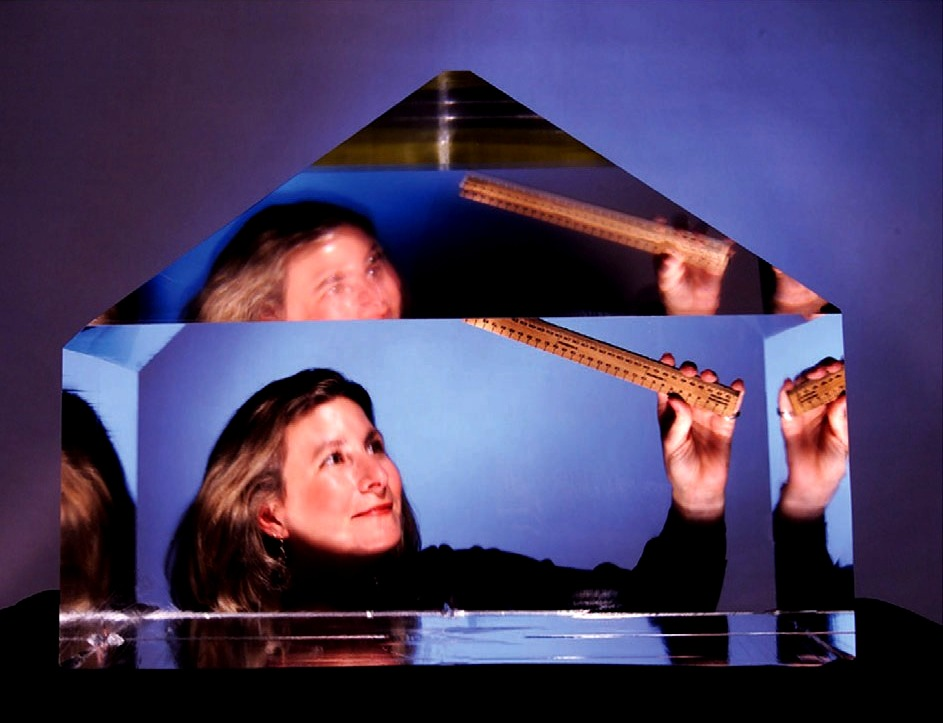
リン酸二水素カリウムの単結晶

リン酸二水素カリウム（リンさんにすいそカリウム、英: Potassium dihydrogenphosphate）ないしはリン酸一カリウム（リンさんいちカリウム、英: monopotassium phosphate）はカリウムのリン酸塩で、化学式KH2PO4で表される無機化合物。しばしばKDPと略される。

## 性質
吸湿性・潮解性があり、水溶液はpH4.4~4.9と、酸性を示す。これはリン酸二水素イオンの酸解離および加水分解による。リン酸二水素カリウムとリン酸水素二ナトリウムの混合水溶液はpH測定用標準溶液に用いられる。
{\displaystyle {\ce {H2PO4^{-}->{H^{+}}+HPO4^{2-}}}}
{\displaystyle {\ce {H2PO4^- -> {H3PO4}+ OH^-}}}
加熱により脱水され、メタリン酸カリウムを生成する。
{\displaystyle {\ce {{\mathit {n}}KH2PO4->{(KPO3)_{\mathit {n}}}+{\mathit {n}}H2O}}}
薬剤、肥料やpH調整剤、排水処理剤、食品添加物などとして使用される。結晶構造は正方晶系であり、非線形光学特性を持つため光変調器など光学分野でも用いられる。結晶の格子定数はa = 7.43Å、c = 6.97Åである。
結晶のc軸方向に対して強誘電体の性質をもつ。皮膚や眼に対して刺激性がある。